# Yang Wei (badminton)
Pour les articles homonymes, voir Yang Wei.
Dans ce nom chinois, le nom de famille, Yang, précède le nom personnel.

Yang Wei, (chinois simplifié : 杨维 ; chinois traditionnel : 楊維 ; pinyin : Yáng Wéi, Yale Yeung4 Wai4, née le 13 janvier 1979 dans la province de Guangdong, est une joueuse chinoise de badminton.

## Palmarès

### Jeux olympiques
Yang Wei a participé à 3 tournois olympiques de badminton : 
- en 2000 à Sydney, associée à Huang Nanyan, elles s’inclinent en finale contre leurs compatriotes Ge Fei et Gu Jun.
- en 2004 à Athènes, associée à Zhang Jiewen, elles battent en finale une autre paire chinoise, Huang Sui et Gao Ling 2 sets à 1.
- en 2008 à Pékin, toujours associée à Zhang Jiewen, elles s'inclinent en quart de finale contre les Japonaises Miyuki Maeda et Satoko Suetsuna.

### Championnats du monde
Yang Wei a participé à 6 éditions des championnats du monde de badminton :
- en 1999, associée à Yang Ming, ils s’inclinent au 2e tour du double mixte.
- en 2001, associée à Huang Nanyan, elles s'inclinent en quart de finale du double dames.
- en 2003, et lors des éditions suivantes, Yang Wei est associée à Zhang Jiewen en double dames. Elles perdent en quart de finale.
- en 2005, elles remportent le titre en battant en finale leurs compatriotes Gao Ling et Huang Sui.
- en 2006, elles s'inclinent en demi-finale contre Zhang Yawen et Wei Yili.
- en 2007, elles remportent un nouveau titre en battant celles qu'elles avaient déjà battu 2 ans plus tôt.

### Jeux Asiatiques
- en 2002 associée à Huang Nanyan elles s'inclinent en demi-finale du dames.

### Championnats d'Asie
Aux Championnats d'Asie de badminton :
- en 2002, Yang Wei, associée à Zhang Jiewen, remporte l'or.
- en 2007, associée à Zhao Tingting elle remporte encore une fois la médaille d'or.
- en 2009, avec Zhang Jiewen, elles s'inclinent en demi-finale.

### Par équipes
Uber Cup :
- en 2002.
- en 2008.

Sudirman Cup :
- en 2007.

### Tournois
| Année | Compétition          | Résultat       | Partenaire de double |
| ----- | -------------------- | -------------- | -------------------- |
| 1998  | Open des Pays-Bas    | Vainqueur      | Huang Nanyan         |
| 1998  | Open de Brunei       | Vainqueur      | Huang Nanyan         |
| 1998  | Open du Danemark     | Finaliste      | Huang Nanyan         |
| 1999  | Open du Japon        | Finaliste      | Huang Nanyan         |
| 1999  | Open de Taïwan       | Finaliste      | Huang Nanyan         |
| 1999  | Open de Corée du Sud | Vainqueur      | Huang Nanyan         |
| 1999  | Open de Singapour    | Vainqueur      | Huang Nanyan         |
| 2000  | Open de Thaïlande    | Finaliste      | Huang Nanyan         |
| 2000  | Open de Malaisie     | Vainqueur      | Huang Nanyan         |
| 2000  | Open d'Angleterre    | Demi-finaliste | Huang Nanyan         |
| 2000  | Open de Suisse       | Finaliste      | Huang Nanyan         |
| 2001  | Open de Corée du Sud | Vainqueur      | Huang Nanyan         |
| 2001  | Open du Japon        | Finaliste      | Huang Nanyan         |
| 2001  | Open de Chine        | Finaliste      | Huang Nanyan         |
| 2001  | Open de Malaisie     | Vainqueur      | Huang Nanyan         |
| 2002  | Open de Singapour    | Vainqueur      | Huang Nanyan         |
| 2002  | Open de Malaisie     | Vainqueur      | Huang Nanyan         |
| 2002  | Open du Japon        | Demi-finaliste | Huang Nanyan         |
| 2002  | Open d'Angleterre    | Demi-finaliste | Huang Nanyan         |
| 2003  | Open de Suisse       | Vainqueur      | Zhang Jiewen         |
| 2003  | Open de Malaisie     | Vainqueur      | Zhang Jiewen         |
| 2003  | Open d'Angleterre    | Finaliste      | Zhang Jiewen         |
| 2003  | Open de Singapour    | Vainqueur      | Zhang Jiewen         |
| 2003  | Open de Hong Kong    | Finaliste      | Zhang Jiewen         |
| 2003  | Open de Chine        | Finaliste      | Zhang Jiewen         |
| 2003  | Open du Danemark     | Vainqueur      | Zhang Jiewen         |
| 2004  | Open de Singapour    | Vainqueur      | Zhang Jiewen         |
| 2004  | Open de Malaisie     | Vainqueur      | Zhang Jiewen         |
| 2004  | Open de Chine        | Vainqueur      | Zhang Jiewen         |
| 2004  | Open d'Angleterre    | Finaliste      | Zhang Jiewen         |
| 2004  | Open de Corée du Sud | Vainqueur      | Zhang Jiewen         |
| 2004  | Open de Suisse       | Finaliste      | Zhang Jiewen         |
| 2004  | Open d'Indonésie     | Vainqueur      | Zhang Jiewen         |
| 2005  | World Cup            | Vainqueur      | Zhang Jiewen         |
| 2005  | Open de Chine        | Vainqueur      | Zhang Jiewen         |
| 2005  | Open de Hong Kong    | Vainqueur      | Zhang Jiewen         |
| 2005  | Open du Japon        | Vainqueur      | Zhang Jiewen         |
| 2005  | Open de Malaisie     | Vainqueur      | Zhang Jiewen         |
| 2006  | Open de Singapour    | Vainqueur      | Zhang Jiewen         |
| 2006  | Open d'Angleterre    | Finaliste      | Zhang Jiewen         |
| 2006  | Open de Chine        | Vainqueur      | Zhang Jiewen         |
| 2006  | Open de Corée du Sud | Vainqueur      | Zhang Jiewen         |
| 2006  | Open de Hong Kong    | Vainqueur      | Zhang Jiewen         |
| 2006  | Open d'Allemagne     | Vainqueur      | Zhang Jiewen         |
| 2007  | Open du Japon        | Vainqueur      | Zhang Jiewen         |
| 2007  | Bitburger Open       | Vainqueur      | Zhang Jiewen         |
| 2007  | Masters de Chine     | Finaliste      | Zhao Tingting        |
| 2007  | Open du Danemark     | Vainqueur      | Zhang Jiewen         |
| 2007  | Open d'Allemagne     | Vainqueur      | Zhang Jiewen         |
| 2007  | Open de Suisse       | Vainqueur      | Zhao Tingting        |
| 2007  | Open d'Angleterre    | Finaliste      | Zhang Jiewen         |
| 2008  | Open de Malaisie     | Vainqueur      | Zhang Jiewen         |
| 2008  | Open de Suisse       | Vainqueur      | Zhang Jiewen         |
| 2008  | Open de Thaïlande    | Vainqueur      | Zhang Jiewen         |
| 2009  | Open de Thaïlande    | Vainqueur      | Zhang Jiewen         |
| 2009  | Open de Taïwan       | Vainqueur      | Zhang Jiewen         |